# Juliomys
Juliomys és un gènere de rosegadors de la família dels cricètids, que es considera que pertany a la subfamília dels sigmodontins. Dins de la subfamília, està qualificat com a incertae sedis. El gènere fou descrit el 2000 i inclou cinc espècies, de les quals una està extinta. Les tres espècies vivents són oriündes del sud-est de Sud-amèrica. Recentment s'ha descrit J. ximenezi.
Són ratolins del Nou Món relativament petits. La part superior del pelatge és de color vermell i la part inferior més clara. Viuen sobretot als arbres, tot i que no hi ha gaire informació sobre el seu estil de vida.

## Taxonomia
El gènere conté cinc espècies:
- J. anoblepas és una espècie extinta coneguda a partir d'un únic crani fragmentat, descobert a finals del segle xix a Lagoa Santa (Minas Gerais, Brasil).
- J. pictipes viu al sud-est del Brasil (São Paulo i Santa Catarina) i al nord-est de l'Argentina (Misiones. En el passat, aquesta espècie estava inclosa al gènere Wilfredomys.
- J. rimofrons fou descrit el 2002 i només se sap que viu a Minas Gerais (Brasil).
- J. ossitenuis fou descrit el 2007. Aquesta espècie viu des d'Espírito Santo fins a São Paulo.
- J. ximenezi fou descrit el 2016. Aquesta espècie viu a Rio Grande do Sul.

No se sap gaire cosa sobre l'estat de conservació de Juliomys. La UICN només classifica J. pictipes com a espècie en risc mínim.